# Káiser
Káiser (en alemán: Kaiser; en alto alemán antiguo: Keisar; en gótico *Kaisar; en latín: Caesar, [‘césar, emperador’])? es el título alemán que significa emperador. Su equivalente femenina (emperatriz) es Kaiserin.
Habitualmente, cuando se habla del káiser en otros idiomas, se suele referir a uno de los siguientes:
- Emperador de Alemania (Deutscher Kaiser);
- Emperador de Austria (Kaiser von Österreich);
- Emperador del Sacro Imperio Romano Germánico (Römisch-deutscher Kaiser).

Sin embargo, en alemán, la palabra Kaiser sirve en sentido genérico para cualquier emperador. Por ejemplo, para designar al emperador de China, se utiliza la expresión Chinesischer Kaiser o Kaiser von China.

## Galería

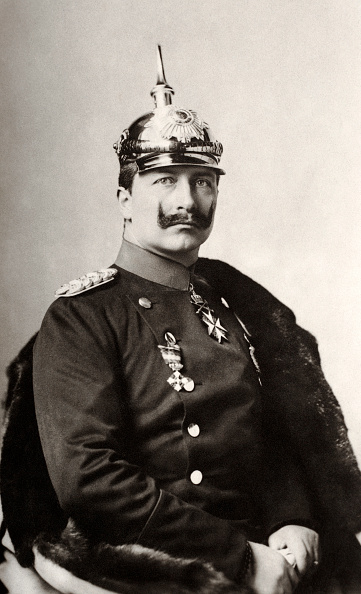
Guillermo II, último emperador alemán.
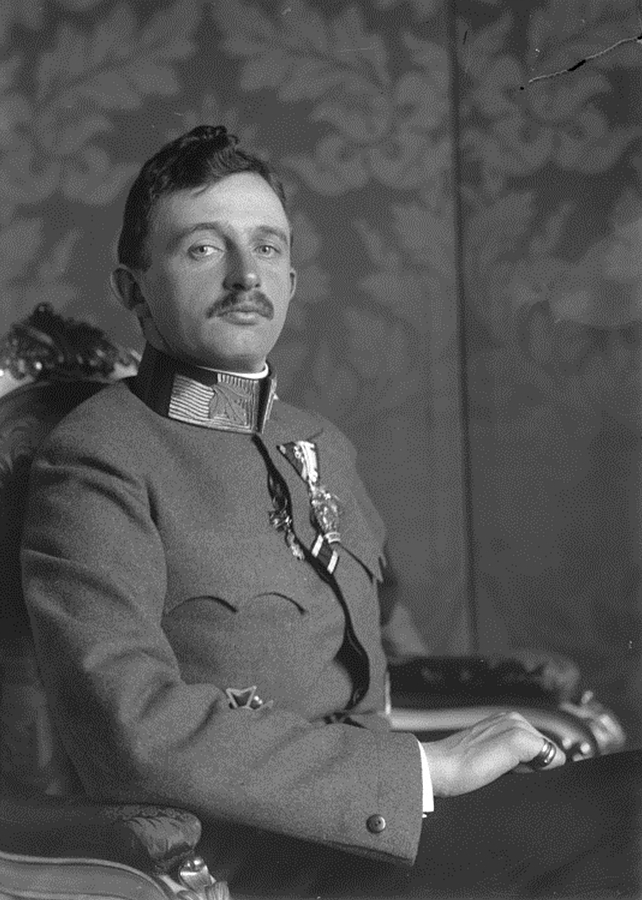
Carlos I, último emperador de Austria y rey de Hungría (último monarca del Imperio austrohúngaro).
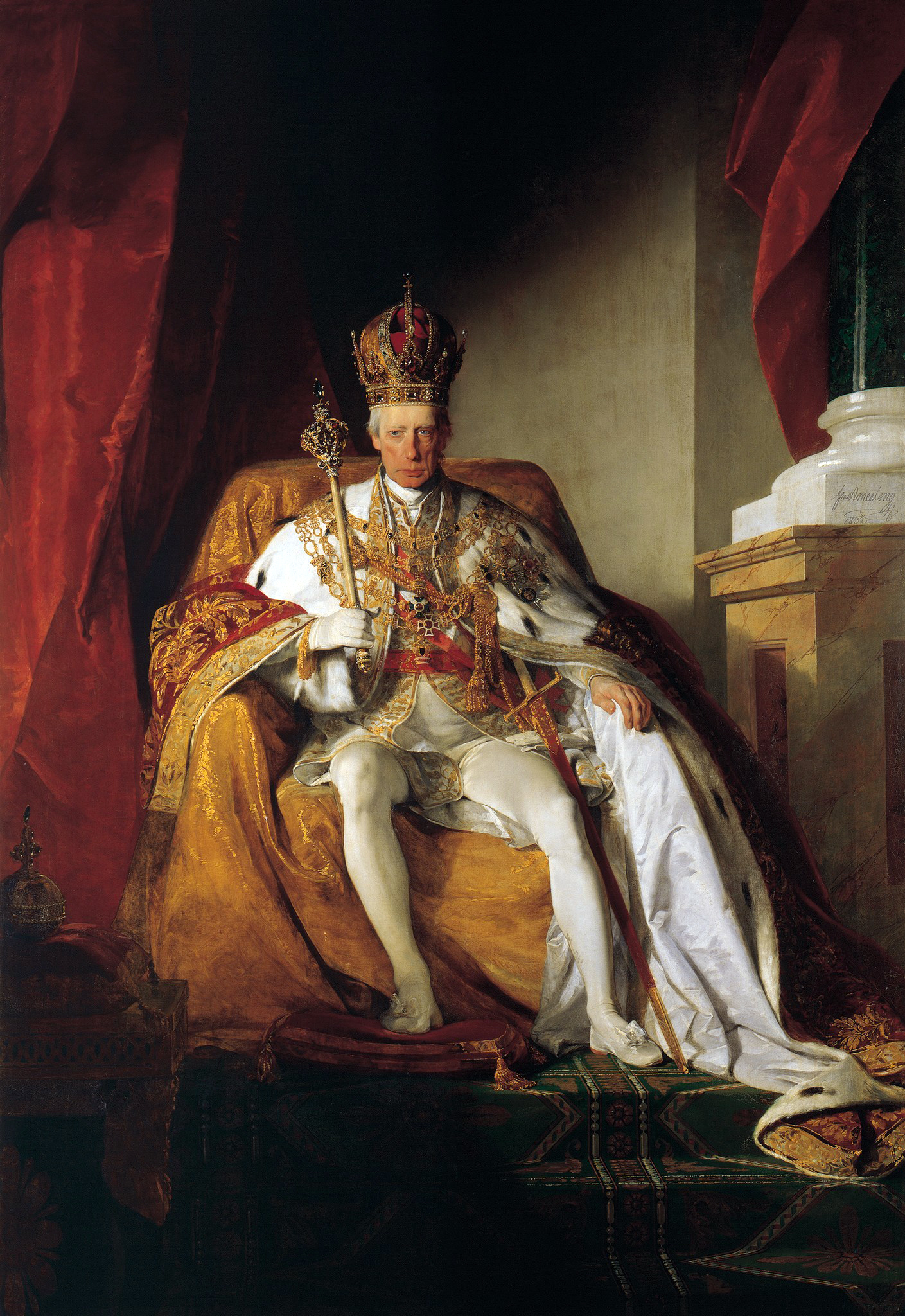
Francisco II, último emperador del Sacro Imperio Romano Germánico.